# Aderus gravidicornis
Aderus gravidicornis é uma espécie de inseto besouro da família Aderidae. Foi descrita cientificamente por Thomas Vernon Wollaston em 1867.

## Distribuição geográfica
Habita em Cabo Verde.